# Нижний Шонитаун
Нижний Шонитаун (англ. Lower Shawneetown) — индейская деревня XVIII века народа шауни, которая располагалась на реке Огайо на территории современных округов Гринуп, Льюис и Сайото. Была также известна как Соннонтио и Шанноа. 
Примерно между 1734 и 1758 годами Нижний Шонитаун стал центром торговли и дипломатии, населённый в основном шауни, а также минго и делаварами. К 1755 году его население превысило 1200 человек, что сделало его одной из крупнейших общин коренных американцев в долине Огайо, уступая только Пикавиллани. Численность и разнообразие населения деревни привлекали как французских, так и британских торговцев, что привело к политической конкуренции между Францией и Великобританией за влияние на сообщество в годы, предшествовавшие войне с французами и индейцами. Поселение оставалось политически нейтральным, несмотря на частые визиты французских, британских и индейских лидеров.
Нижний Шонитаун был заброшен в 1758 году из-за угрозы рейдов колонистов Виргинии во время Семилетней войны и был перенесён дальше вверх по реке Сайото на Пикауэйские равнины, близ современного города Серклвилл. Некоторые беженцы из Логстауна и Верхнего Шонитауна позднее также поселились в новой деревне.
28 апреля 1983 года Нижний Шонитаун был внесён в Национальный реестр исторических мест США. 